# De consensu evangeliorum
Il De consensu evangeliorum (Il consenso dei vangeli) o De consensu evangelistarum (Il consenso degli evangelisti) è un trattato di Agostino d'Ippona, scritto intorno all'anno 400. Nel libro (che dispone di quattro parti separate), Agostino desume che il vangelo di Matteo sia il primo vangelo ad essere stato scritto in ordine cronologico rispetto ai quattro, seguito da quello di Marco e di Luca e che Giovanni sia l'ultimo in ordine di composizione. Egli analizza e collega quindi i singoli passaggi tra i vangeli, nel tentativo di costruire un'armonizzazione evangelica. Nel libro Agostino vede le variazioni tra i singoli racconti dei vangeli come diverse focalizzazioni degli autori sulla figura di Gesù: Matteo sulla regalità, Marco sull'umanità, Luca sul sacerdozio e Giovanni sulla divinità.